# Семязино (аеропорт)
Володимир (Семязино) — аеропорт міста Владимира. З 20 лютого 2015 року після 20-річної перерви було відновлено пасажирське сполучення з Санкт-Петербургом, яке з 1 квітня 2015 року працювало як регулярне пасажирське сполучення аж до скасування з січня 2017 року. 4 серпня 2017 року польоти знову відновилися. У листопаді 2017 року в аеропорт Семязино польоти скасовано. У квітні 2023 року повідомили про реконструкцію аеропорту, для цього потрібні додаткові території.

## Опис
Аеропорт належить державній бюджетній установі Владимирської області «Владимирська база авіаційної охорони лісів» (ГБУ ВО «Владимирська авіабаза»), що експлуатує літаки Ан-2, Ан-24, Ан-26, Ан-30, Ан-72, Іл-103, вертоліт Мі-8.
Є аеродромом спільного базування. Крім цивільної авіації, тут також базуються:
- 98-ма транспортна змішана ескадрилья 33-го окремого транспортного змішаного авіаполку;
- Владимирський обласний АСК ДОСААФ Росії (літаки Ан-2, Cessna 182, вертольоти Robinson R44, Мі-2);
- ФДБУ «Авіаційно-рятувальний центр» МНС Росії (вертоліт Мі-8).

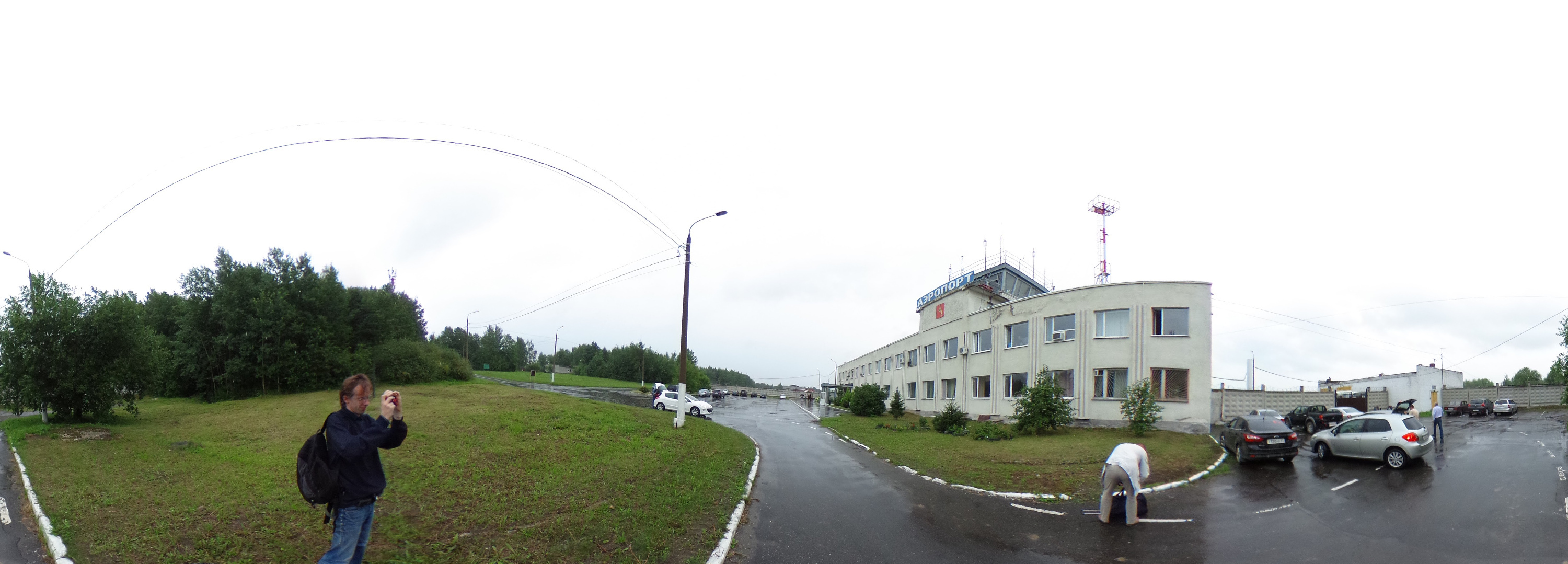
Будівля аеропорту Сем'язіно (2016)

20 січня 2015 року Семязіно відвідав голова Росавіації Олександр Нерадько, який оцінив готовність аеропорту до прийому пасажирів. 1 квітня 2015 року аеропорт Семязино після 24-річної перерви відновив регулярні авіарейси.

## Характеристика аеропорту
Літнє поле має форму багатокутника з розмірами 2800×900 м. Штучна злітно-посадкова смуга має асфальтобетонне покриття з розмірами: довжина — 1909 м, ширина — 42 м. Владимирський аеродром придатний для зльоту та посадки повітряних суден цивільної авіації у світлий час доби під час використання основної системи посадки.
Установа є аеропортом регіонального значення, що здійснює весь спектр послуг, пов'язаних із виконанням авіаційних робіт на території Володимирської області.
Максимальна злітна вага повітряного судна 25 тонн. Класифікаційне число ЗПС (PCN 28/F/D/X/T.

## Показники діяльності
| рік       | 2014 | 2015 | 2016 | 2017 |
| пасажирів | 541  | 5078 | 3752 | 804  |
| Джерела:  |      |      |      |      |

## Маршрутна мережа
З 1 квітня 2015 року до аеропорту запущені регулярні автобусні рейси: ТЦ «Глобус» — пл. Леніна — аеропорт Семязино.
Зараз виконуються парашутні стрибки з літаків Ан-2, навчальні польоти на Ан-24, Ан-26, Ан-30 та Ан-72, та тренування Лісоохорони на літаках Ан-2 та гелікоптерах Мі-8.